# Det finns dagar
Det finns dagar – album studyjny szwedzkiej piosenkarki Moniki Zetterlund, wydany 17 marca 1997 nakładem wydawnictw muzycznych BMC oraz RCA Records. 
Album nagrywany był w Atlantis Studio, Soundtrade Studios oraz Polar Studios w Sztokholmie. 
Wydawnictwo uplasowało się na 18. miejscu zestawienia najlepiej sprzedających się albumów w Szwecji, opublikowanym przez Topplistan.

## Lista utworów
Opracowano na podstawie materiału źródłowego.
1. „Var har du varit” (muz. i sł. Jan Sigurd) – 4:13
2. „Måne över Stureplan” (muz. i sł. Jan Sigurd) – 3:30
3. „Ellen” (muz. Thomas Hallberg, Jan Sigurd, sł. Jan Sigurd) – 4:12
4. „Kanske är det kärlek” (muz. Thomas Hallberg, Jan Sigurd, sł. Jan Sigurd) – 4:01
5. „Det finns dagar” (muz. i sł. Jan Sigurd) – 3:14
6. „Sista gången du var med” (muz. i sł. Jan Sigurd) – 4:42
7. „Sov lilla pappa” (muz. Rolf I Nilsson, Jan Sigurd sł. Jan Sigurd) – 	3:14
8. „Dansa långsamt” (muz. i sł. Jan Sigurd) – 2:57
9. „Som för längesen” (muz. i sł. Jan Sigurd) – 2:56
10. „Vindarnas torg” (muz. i sł. sł. Jan Sigurd) – 4:05
11. „Absolut ingenting” (muz. i sł. Jan Sigurd) – 	2:19
12. „Goda grannar” (muz. i sł. Jan Sigurd) – 3:35
13. „När fick den vatten sist” (muz. Per-Anders Tengland, sł. Jan Sigurd) – 3:53
14. „Mannen från igår” (muz. i sł. Jan Sigurd) – 2:46
15. „Kärlekens haveri” (muz. i sł. Jan Sigurd) – 2:22

## Pozycja na liście sprzedaży
| Kraj    | Notowanie (1997) | Najwyższa pozycja |
| ------- | ---------------- | ----------------- |
| Szwecja | Topplistan       | 18                |